# Notharctus tenebrosus
Notharctus tenebrosus es una especie de primate primitivo que vivió a principios en el período Eoceno (hace 54-38 millones de años). Los restos fósiles fueron descubiertos por Ferdinand V. Hayden en 1870 en el suroeste de Wyoming. Inicialmente los primeros restos fósiles encontrados se creyeron que era un pequeño paquidermo a causa de la abundancia de fósiles de paquidermos en aquel sector.
Cualquier modo, Walter Willis Granger en descubierto un esqueleto completo, también en Wyoming. Notharctus tenebrosus fue identificado claramente como un primate semejante a los lémures que actualmente viven en Madagascar.